# Campeonato Africano de Atletismo de 2014 - 200 m feminino
A prova dos 200 metros feminino do Campeonato Africano de Atletismo de 2014 foi disputada entre os dias 13 e 14 de agosto de 2014 no Estádio de Marrakech  em Marrakech,  no Marrocos. Participaram da prova 37 atletas. 

## Recordes
Antes desta competição, os recordes mundiais e do campeonato nesta prova eram os seguintes:
|                       | Nome                     | Nacionalidade  | Tempo  | Local   | Data                   |
| --------------------- | ------------------------ | -------------- | ------ | ------- | ---------------------- |
| Recorde mundial       | Florence Griffith Joyner | Estados Unidos | 21s 34 | Seul    | 29 de setembro de 1988 |
| Recorde do campeonato | Falilat Ogunkoya         | Nigéria        | 22s 22 | Dakar   | 22 de agosto de 1998   |
| Recorde africano      | Mary Onyali              | Nigéria        | 22s 07 | Zurique | 14 de agosto de 1996   |

## Medalhistas
| Ouro                  | Prata                    | Bronze                 |
| Murielle Ahouré (CIV) | Marie-Josée Ta Lou (CIV) | Dominique Duncan (NGR) |

## Cronograma
Todos os horários são locais (UTC+1).
| Data         | Hora  | Evento    |
| ------------ | ----- | --------- |
| 13 de agosto | 09:30 | Bateria   |
| 13 de agosto | 18:45 | Semifinal |
| 14 de agosto | 18:25 | Final     |

## Resultados

### Bateria
Qualificação: 4 atletas de cada bateria (Q) mais os 4 melhores qualificados (q).
| Posição | Bateria | Atleta                   | Nacionalidade      | Tempo | Notas |
| ------- | ------- | ------------------------ | ------------------ | ----- | ----- |
| 1       | 3       | Murielle Ahouré          | Costa do Marfim    | 23.50 | Q     |
| 2       | 3       | Regina George            | Nigéria            | 23.66 | Q     |
| 3       | 1       | Marie-Josée Ta Lou       | Costa do Marfim    | 23.75 | Q     |
| 4       | 2       | Lydia Mashila            | Botswana           | 23.81 | Q     |
| 5       | 2       | Gloria Asumnu            | Nigéria            | 23.86 | Q     |
| 6       | 5       | Justine Palframan        | África do Sul      | 23.94 | Q     |
| 7       | 2       | Melissa Hewitt           | África do Sul      | 23.95 | Q     |
| 8       | 4       | Dominique Duncan         | Nigéria            | 23.99 | Q     |
| 9       | 1       | Tegest Tamangnu          | Etiópia            | 24.06 | Q     |
| 10      | 2       | Phumlile Ndzinisa        | Essuatíni          | 24.12 | Q     |
| 11      | 2       | Millicent Ndoro          | Quênia             | 24.24 | q     |
| 12      | 4       | Natacha Ngoye Akamabi    | República do Congo | 24.29 | Q     |
| 13      | 5       | Tryphene Kouame Adjoua   | Costa do Marfim    | 24.55 | Q     |
| 14      | 2       | Doreen Agyei             | Gana               | 24.59 | q     |
| 15      | 5       | Loungo Matlhaku          | Botswana           | 24.65 | Q     |
| 16      | 1       | Djénébou Danté           | Mali               | 24.75 | Q     |
| 17      | 3       | Aminata Diakite          | Mali               | 24.84 | Q     |
| 18      | 4       | Safina Mukoswa           | Quênia             | 24.90 | Q     |
| 19      | 5       | Labarang Charifa Benazir | Camarões           | 24.91 | Q     |
| 20      | 5       | Assia Raziki             | Marrocos           | 24.94 | q     |
| 21      | 1       | Maureen Banura           | Uganda             | 24.97 | Q     |
| 22      | 5       | Neima Sefa               | Etiópia            | 25.03 | q     |
| 23      | 3       | Valerie Hounkpeto        | Benim              | 25.11 | Q     |
| 24      | 3       | Joanne Loutoy            | Seicheles          | 25.34 |       |
| 25      | 2       | Germaine Abessolo Bivina | Camarões           | 25.35 |       |
| 26      | 1       | Marie Jeanne Eba         | Camarões           | 25.35 |       |
| 27      | 3       | Abir Barkaoui            | Tunísia            | 25.52 |       |
| 28      | 2       | Beatrice Midomide        | Benim              | 25.65 |       |
| 29      | 1       | Christine Botlogetswe    | Botswana           | 25.75 |       |
| 30      | 1       | Ghita El Kafy            | Marrocos           | 25.83 |       |
| 31      | 3       | Med Gebremariam          | Etiópia            | 25.91 |       |
| 32      | 4       | Anissa Emile             | Seicheles          | 27.72 | Q     |
| 33      | 1       | Felie Michele Mboyi      | República do Congo | DNS   |       |
| 33      | 4       | Mberihonga Kanduvazu     | Namíbia            | DNS   |       |
| 33      | 4       | Tsaone Sebele            | Botswana           | DNS   |       |
| 33      | 4       | Pon Karidjatou Traoré    | Burquina Fasso     | DNS   |       |
| 33      | 5       | Janet Amponsah           | Gana               | DNS   |       |

### Semifinal
Qualificação: 2 atletas de cada bateria  (Q) mais os  2 melhores qualificados (q). 
| Posição | Bateria | Atleta                   | Nacionalidade      | Tempo | Notas   |
| ------- | ------- | ------------------------ | ------------------ | ----- | ------- |
| 1       | 3       | Marie-Josée Ta Lou       | Costa do Marfim    | 23.02 | Q       |
| 2       | 1       | Gloria Asumnu            | Nigéria            | 23.09 | Q       |
| 3       | 2       | Murielle Ahouré          | Costa do Marfim    | 23.39 | Q       |
| 4       | 1       | Justine Palframan        | África do Sul      | 23.43 | Q       |
| 5       | 3       | Dominique Duncan         | Nigéria            | 23.44 | Q       |
| 6       | 2       | Regina George            | Nigéria            | 23.60 | Q       |
| 7       | 1       | Phumlile Ndzinisa        | Essuatíni          | 23.79 | q,      |
| 8       | 1       | Lydia Mashila            | Botswana           | 23.83 | q       |
| 9       | 3       | Melissa Hewitt           | África do Sul      | 23.89 |         |
| 10      | 2       | Natacha Ngoye Akamabi    | República do Congo | 24.06 |         |
| 11      | 3       | Tegest Tamangnu          | Etiópia            | 24.19 |         |
| 12      | 1       | Tryphene Kouame Adjoua   | Costa do Marfim    | 24.33 |         |
| 13      | 1       | Doreen Agyei             | Gana               | 24.41 |         |
| 14      | 3       | Millicent Ndoro          | Quênia             | 24.43 |         |
| 15      | 2       | Loungo Matlhaku          | Botswana           | 24.70 |         |
| 16      | 2       | Valerie Hounkpeto        | Benim              | 24.78 |         |
| 17      | 3       | Aminata Diakite          | Mali               | 25.01 |         |
| 18      | 3       | Assia Raziki             | Marrocos           | 25.09 |         |
| 19      | 2       | Neima Sefa               | Etiópia            | 25.16 |         |
| 20      | 3       | Labarang Charifa Benazir | Camarões           | 25.20 |         |
| 21      | 1       | Safina Mukoswa           | Quênia             | DSQ   | R163.3a |
| 21      | 2       | Maureen Banura           | Uganda             | DSQ   | R163.3a |
| 22      | 1       | Anissa Emile             | Seicheles          | DNS   |         |
| 22      | 2       | Djénébou Danté           | Mali               | DNS   |         |

### Final
| Posição           | Raia | Atleta             | Nacionalidade   | Tempo | Notas |
| ----------------- | ---- | ------------------ | --------------- | ----- | ----- |
| Medalha de ouro   | 5    | Murielle Ahouré    | Costa do Marfim | 22.36 |       |
| Medalha de prata  | 4    | Marie-Josée Ta Lou | Costa do Marfim | 22.87 |       |
| Medalha de bronze | 8    | Dominique Duncan   | Nigéria         | 22.98 |       |
| 4                 | 6    | Justine Palframan  | África do Sul   | 23.27 |       |
| 5                 | 3    | Gloria Asumnu      | Nigéria         | 23.31 |       |
| 6                 | 7    | Regina George      | Nigéria         | 23.53 |       |
| 7                 | 2    | Lydia Mashila      | Botswana        | 23.77 |       |
| 8                 | 1    | Phumlile Ndzinisa  | Essuatíni       | 23.89 |       |

Legenda
| Recorde mundial       | Recorde mundial (World record)               |                       | Recorde africano                      | Recorde africano (African) |                                           | Q | Classificado por posição (Qualified) |
| Recorde do campeonato | Recorde do campeonato (Championship record)  | Recorde da América    | Recorde da América (Americas)         | q                          | Classificado por melhor tempo (Qualified) |   |                                      |
| Melhor marca do ano   | Melhor marca do ano (World leading)          | Recorde asiático      | Recorde asiático (Asian)              | DNS                        | Não largou (Did not start)                |   |                                      |
| Recorde nacional      | Recorde nacional (National record)           | Recorde europeu       | Recorde europeu (European)            | DNF                        | Não terminou (Did not finish)             |   |                                      |
| Recorde pessoal       | Recorde pessoal do atleta (Personal best)    | Recorde da Oceania    | Recorde da Oceania (Oceania)          | DSQ / DQ                   | Desclassificado (Disqualified)            |   |                                      |
| Recorde da temporada  | Recorde da temporada do atleta (Season best) | Recorde sul-americano | Recorde sul-americano (South America) | NM                         | Sem marca (No mark)                       |   |                                      |